# Can Marquès (Massanes)
Can Marquès és una masia de Massanes (Selva) inclosa a l'Inventari del Patrimoni Arquitectònic de Catalunya.

## Descripció
Masia aïllada, situada al barri de Marquès al que dona nom, dins el municipi de Massanes.
L'edifici, d'estructura irregular, està formada per diversos cossos afegits entre els segles xix i xx que ampliaren el cos original del segle xvii.
L'edifici original, està cobert per una teulada a doble vessant, ensorrada.
De la façana original en destaca la porta d'entrada en arc de mig punt format per dovelles, i brancals de carreus de pedra.
Al pis, sobre la porta d'entrada, hi ha una porta en arc deprimit còncau.
Dels afegits, podem destacar una terrassa al costat esquerre de l'edifici.

## Història
La masia està documentada des del segle xii però l'edifici actual respon a una reforma del segle xvii i a l'adfegit de diversos cossos el segle xix.